# Dugu (köpinghuvudort i Kina, Hebei Sheng, lat 38,40, long 114,86)
Dugu är en köpinghuvudort i Kina. Den ligger i provinsen Hebei, i den norra delen av landet, omkring 210 kilometer sydväst om huvudstaden Peking. Antalet invånare är 31 354. Befolkningen består av 15 494 kvinnor och 15 860 män. Barn under 15 år utgör 21,0 %, vuxna 15-64 år 72 %, och äldre över 65 år 6,0 %.
Runt Dugu är det mycket tätbefolkat, med 1 056 invånare per kvadratkilometer. Närmaste större samhälle är Dingzhou, 17,3 km nordost om Dugu. Trakten runt Dugu består till största delen av jordbruksmark.
Genomsnittlig årsnederbörd är 702 millimeter. Den regnigaste månaden är juli, med i genomsnitt 228 mm nederbörd, och den torraste är januari, med 4 mm nederbörd.